# Zamek w Ciechanowie
Zamek w Ciechanowie – zamek zbudowany na przełomie XIV i XV wieku przez księcia mazowieckiego Janusza I Starszego, należał do starostwa ciechanowskiego w 1617 roku, od połowy XVII wieku w stanie ruiny. 

## Historia
Zamek ciechanowski został wzniesiony w latach 1399–1429. Badania dendrochronologiczne pali użytych do wzmocnienia fundamentów warowni wskazały na ich pochodzenie z drzew ściętych późną jesienią 1399 r. lub wczesną zimą 1399/1400. Najstarsze wzmianki o warowni pochodzą z roku 1429, kiedy to jego architekt – mistrz Niklos przedstawił księciu Januszowi I rachunki budowlane dotyczące prac przy wznoszeniu twierdzy. Warownia od początku swojego istnienia była wielokrotnie modernizowana i rozbudowywana. Wyniesienie murów i wież do obecnej wysokości nastąpiło na przełomie XV i XVI wieku. Zamek oprócz funkcji obronnej, spełniał także funkcję rezydencjonalną. Znajdował się tu m.in. skarbiec księcia Janusza II oraz kaplica książęca pw. św. Stanisława.

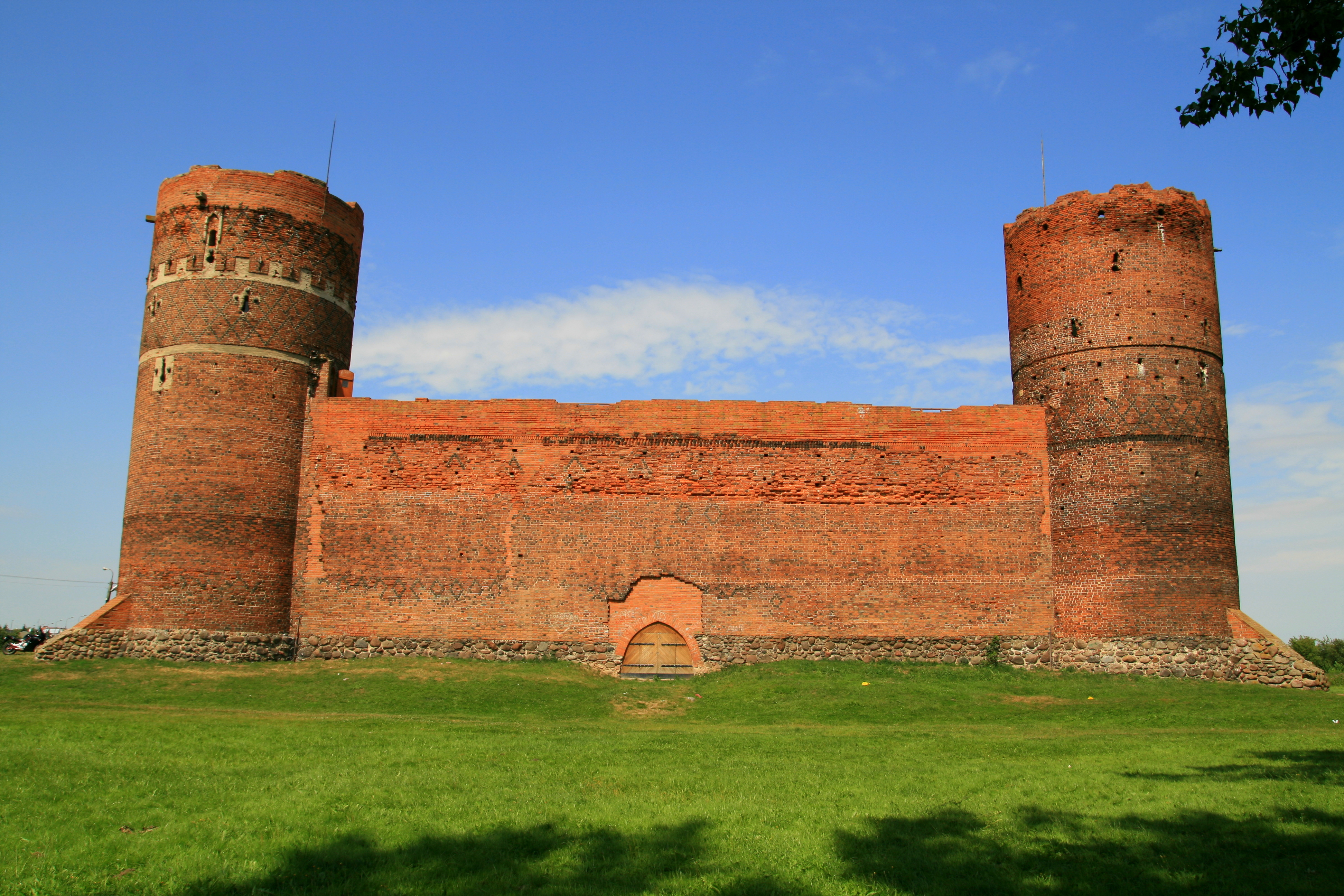
Zamek od strony rzeki Łydyni

Po śmierci ostatniego księcia mazowieckiego Janusza III, zamek został ofiarowany w posagu królowej Bonie, żonie Zygmunta Starego. W 1549 r. przeprowadzono na zamku kolejne prace budowlane, tym razem z przeznaczeniem na rezydencję królowej Bony, wtedy też wykonano najstarszy znany opis warowni. Największych zniszczeń zamek doznał w okresie potopu szwedzkiego oraz 1708 r. w czasie wojny północnej. Po III rozbiorze Ciechanów wraz z zamkiem przypadł Prusom, nastąpiła rozbiórka resztek zabudowań wewnętrznych oraz północno-wschodniego narożnika murów. Od 1818 r. ruiny zamku stały się własnością rodu Krasińskich. Na początku XX wieku przeprowadzono (staraniem Adama i Edwarda Krasińskich, prezesujących Towarzystwu Opieki nad Zabytkami Przeszłości) pierwsze poważne prace remontowe – dokonano rekonstrukcji bramy zachodniej, odbudowano północno-wschodni narożnik murów, zaplombowano pęknięcia. Zamek przekazano w użytkowanie miejscowej straży ogniowej – m.in. wzniesiono drewnianą wieżyczkę do celów ćwiczeniowych, tzw. wspinalnię. 

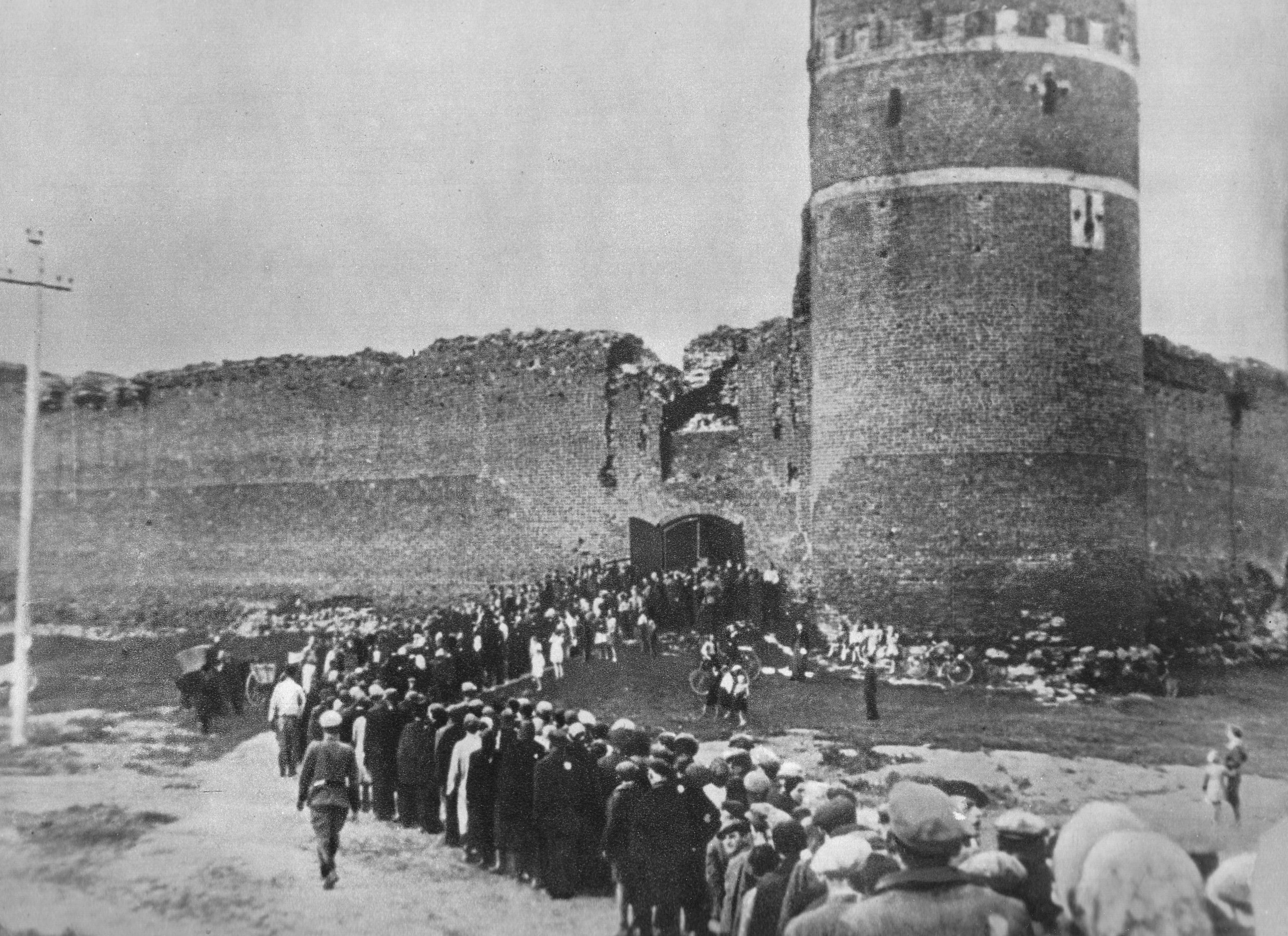
Żydzi prowadzeni na zamek przez okupantów niemieckich

W czasie II wojny światowej i okupacji niemieckiej zamkowy dziedziniec stał się miejscem koncentracji miejscowej ludności celem jej systematycznego wysiedlania, a także przeprowadzania pokazowych egzekucji. Jedno z takich wydarzeń, z  17 grudnia 1942 r., upamiętnia kamień na dziedzińcu, pod zachodnim murem. Stracono wówczas, poprzez powieszenie, czterech żołnierzy Armii Krajowej. Bohaterem tych wydarzeń był Roman Konwerski, który odmówił pełnienia roli kata, za co również został przez Niemców zamordowany. Po wojnie na zamku prowadzono liczne badania architektoniczne i archeologiczne. W latach 1979–86 przeprowadzono częściową restaurację warowni – nadbudowano mury i wieżę zachodnią, odsłonięto przyziemie części mieszkalnej (tzw. Domu Dużego) oraz zrekonstruowano jedną z gotyckich piwnic.
Obecnie właścicielem zamku jest Marszałek Województwa Mazowieckiego, a zarządcą Muzeum Szlachty Mazowieckiej w Ciechanowie.

## Architektura

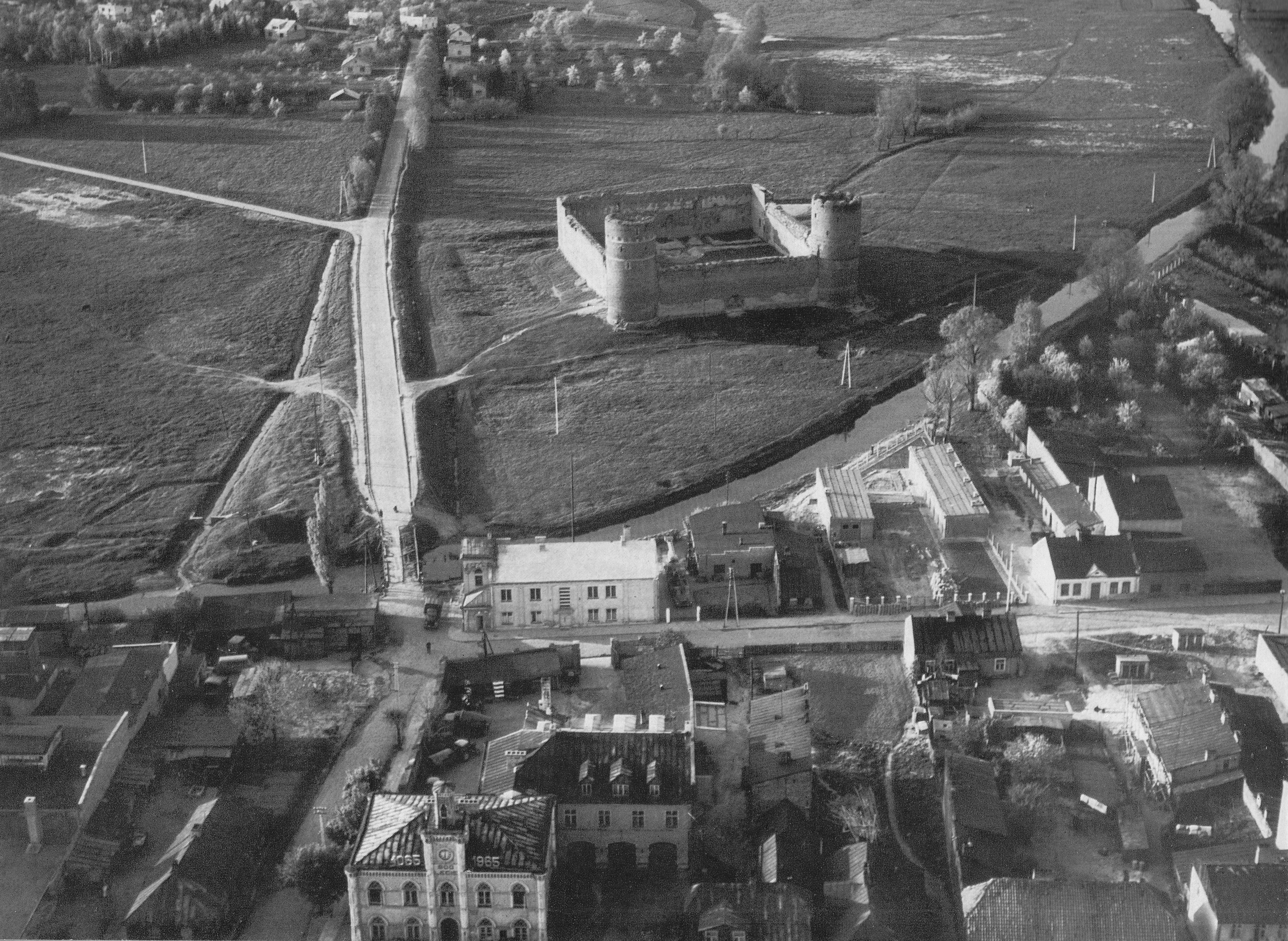
Zamek i jego otoczenie w latach 70.

Zamek zbudowano na bagnistym terenie. Mury o wysokości 10 m stanowią prostokąt. W narożnikach znajdują się dwie okrągłe wieże. Założenie obronne powstało na bagnach, na prawym brzegu rzeki Łydyni. Aby zamek zachował stabilność, w bagnistym podłożu przed rozpoczęciem budowy, zatopiono masę żwiru i cegieł oraz setki dębowych pni. Masywna, ceglana twierdza ma kształt regularnego czworoboku (48 na 57 metrów) z dwiema potężnymi wieżami od strony rzeki (zachodnią, zwaną arsenałem i wschodnią, zwaną więzienną). Pierwotnie wjazd na zamek prowadził od strony południowej bezpośrednio pomostem z miasta.
Usytuowane  w południowych narożach zamku wieże osłaniały podejście do bramy. Pierwotnie miały one tę samą wysokość, co mury obwodowe. Dostęp do nich prowadził prosto z chodników straży, znajdujących się po wewnętrznej stronie murów obronnych. W północnej części dziedzińca stał  pałac książęcy (Dom Duży) - budynek o dwu kondygnacjach, z czterema pomieszczeniami na każdym poziomie. Jego przyziemia zajmowały kuchnia i spiżarnia, a na piętrze mieściły się sale reprezentacyjne.
W kolejnych fazach rozbudowy warowni podwyższono obie wieże oraz dobudowano piętro pałacu, na którym umieszczono kaplicę św. Stanisława i sypialnię. Funkcje gospodarcze przejęły wtedy drewniane budynki, rozlokowane wzdłuż wschodniej i południowej kurtyny murów. Pierwotną bramę wjazdową w obręb murów przeniesiono ze strony południowej na stronę zachodnią. Samą bramę poprzedzało przedbramie w formie niewielkiego ryzalitu. Znajdował się tam mechanizm do opuszczania zwodzonego mostu, a na jego piętrze usytuowany był pokoik dla odźwiernego.

## Społeczność

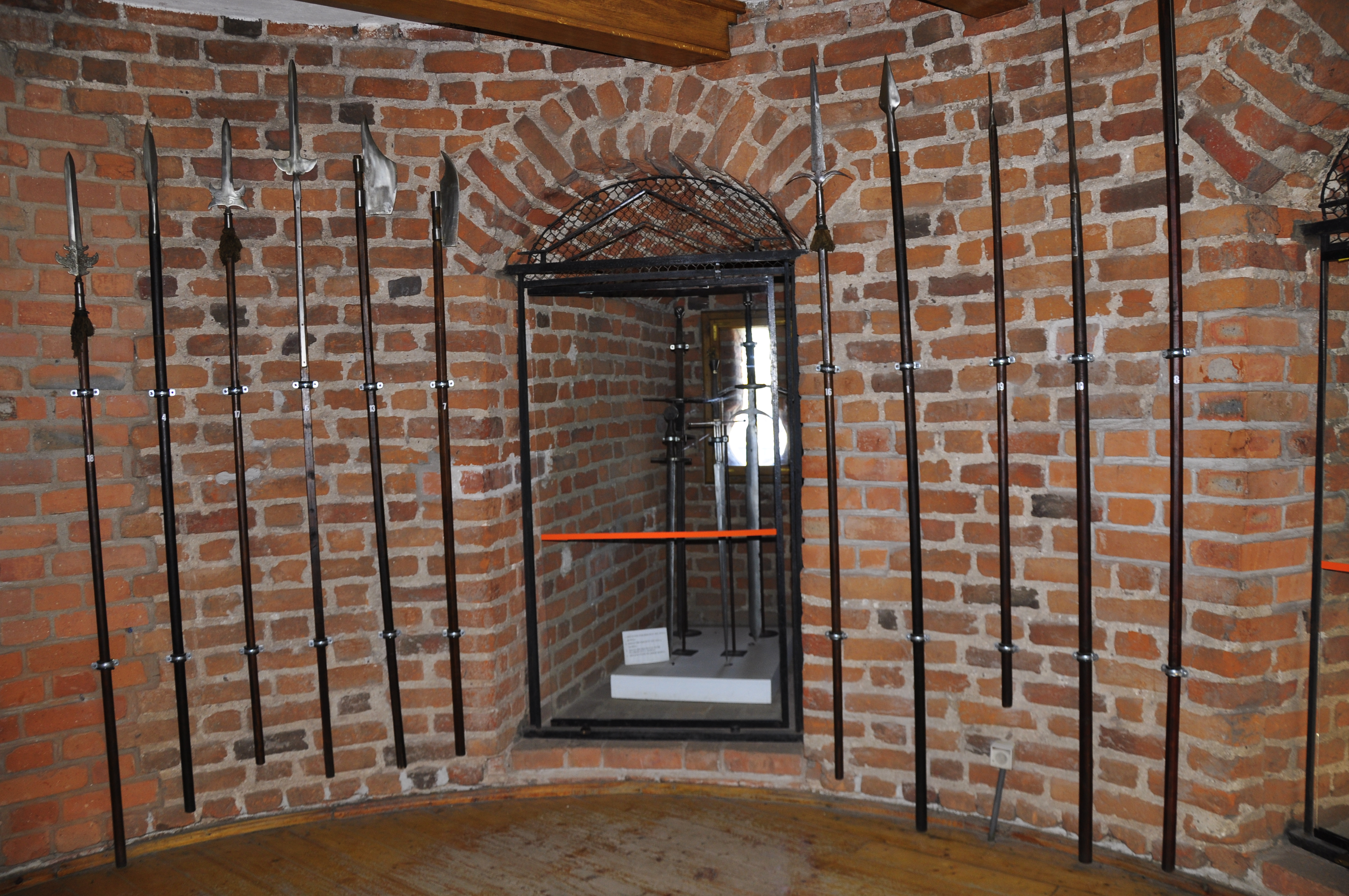
Wystawa broni na zamku

Od 2004 roku obok zamku w Ciechanowie istnieje Chorągiew Rycerstwa Ziemi Ciechanowskiej, grupa rekonstruująca stan rycerski wczesnego XV wieku.

## Kontrowersje wokół rewitalizacji
Istnieją dwa sprzeczne projekty:
1. rekonstrukcji – odbudowy części mieszkalnej – tzw. Domu Dużego zamku w Ciechanowie.
2. projekt "rewitalizacji" – wykorzystania zabytku jako tła dla budowy współczesnej żelbetowo-przeszklonej konstrukcji architektonicznej.

1. projekt rekonstrukcji zamku, oparty na tradycji mazowieckiego budownictwa gotyckiego, opracowany został przez zespół konserwatorów i architektów z Politechniki Warszawskiej pod kierunkiem dr Marii Ludwiki Lewickiej na podstawie istniejącej historycznej inwentaryzacji zamku z XVI w.. Co jest jednak nie zgodne z postanowieniami Karty Weneckiej, gdzie zapisano, że 
"Wszystkie nowo dodane elementy zabytkowego budynku powinny być rozróżnialne od oryginalnych".
2. "rewitalizacja" zamku – projekt modernistyczny wpasowujący w zabytkowe mury zamku nowoczesną konstrukcję żelbetową, przeszkloną  o funkcji pawilonu wystawowego w miejscu Domu Dużego "śmiało wkomponowujący w zabytkowe historyczne mury współczesną przeszkloną część muzealno-edukacyjną.", opracowany w pracowni architektonicznej dra Marka Kleczkowskiego, budzącą kontrowersje ingerencją nowoczesną budowlą w zabytkową substancję zamku, prowadzący do unicestwienia zamku jako zabytku średniowiecznego, lecz popierany przez obecnego zarządcę zabytku oraz władze lokalne, przypominający inne decyzje o „rewitalizacji” obiektów zabytkowych w XX w.: m.in. podobną ingerencję żelbetowo-przeszklonej konstrukcji w substancję zabytkową zastosowaną na zamku w Limerick w Irlandii, wstawki nowoczesnej architektury w zabytkowym zespole starówki Lubeki, budowę szkoły w (w latach 30. XX w.) i dobudowę nowoczesnej sali gimnastycznej (1998) na terenie dziedzińca zamkowego w Szydłowie lub rozebranie w latach 50. starówki w Malborku i budowę na jej miejscu nowoczesnego osiedla mieszkaniowego.
Zwolennikiem rewitalizacji jest Wiesław Gruszkowski, który podkreślił, że obecna rewitalizacja zamku w Ciechanowie jest zgodna z zasadami Karty Weneckiej a nowy budynek „nie udaje” zabytkowego.

## Efekty rewitalizacji i jej konsekwencje

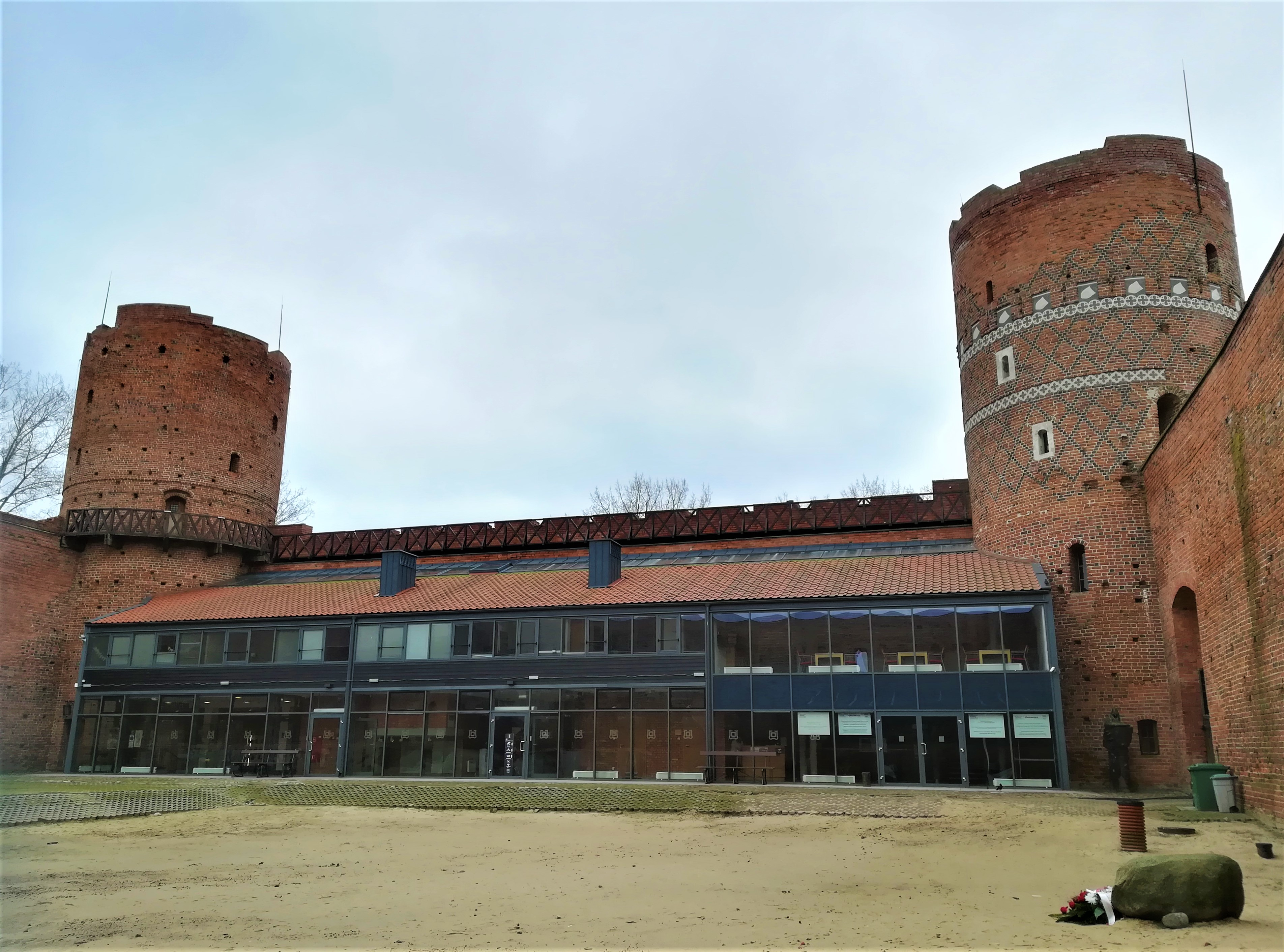
Wybudowany w czasie rewitalizacji pawilon w miejscu tzw. Domu Małego

W wyniku długotrwałego sporu wokół rewitalizacji zamku, ostatecznie zrealizowano jedynie nowoczesny pawilon w miejscu tzw. Domu Małego (pomiędzy wieżami) oraz toalety pod wschodnią częścią dziedzińca. Zerwano przy tym oryginalny, późnogotycki, dekoracyjnie kładziony bruk i nie odtworzono go, ze względu na podwyższenie poziomu części dziedzińca zajmowanego przez nowoczesną zabudowę. W wyniku znaczącej ingerencji w kształt zabytku, zamek w Ciechanowie nie został wpisany na listę pomników historii, chociaż miał na to szanse (np. w ramach akcji "100 Pomników Historii na 100-lecie odzyskania niepodległości").

## Wirtualne media
W 2022 roku muzeum udostępniło możliwość zwiedzania zamku w formacie wirtualnego spaceru.